# Nam Gwang-hyun
Đây là một tên người Triều Tiên, họ là Nam.
Nam Gwang-Hyun (tiếng Hàn: 남광현; sinh ngày 25 tháng 8 năm 1987) là một cầu thủ bóng đá Hàn Quốc hiện tại thi đấu cho Daejeon Korea Hydro & Nuclear Power FC.